# Torgeir Bryn
Torgeir Bryn (* 19. August 1964 in Oslo) ist ein ehemaliger norwegischer Basketballspieler. Bryn ist der erste Norweger, der in der nordamerikanischen NBA zum Einsatz kam.

## Leben
Bryns Heimatverein ist Ammerud Basket in Oslo. Mit der Mannschaft wurde er in der ersten Hälfte der 1980er Jahre mehrmals norwegischer Meister, ehe der 2,06 Meter große Innenspieler 1985 ans MiraCosta College in den US-Bundesstaat Kalifornien wechselte. Dort blieb er zwei Jahre und spielte dann von 1987 bis 1989 für die Mannschaft der Southwest Texas State University in der ersten NCAA-Division. Mit seinen Leistungen für Southwest Texas State (61 Spiele: 15,9 Punkte, 8,2 Rebounds und 1,7 Blocks/Spiel) machte er die Los Angeles Clippers auf sich aufmerksam. Er nahm im Sommer 1989 an einem Trainingslager der Clippers teil, erhielt von der NBA-Mannschaft aber zunächst keine Vertragszusage und unterschrieb deshalb beim belgischen Verein Damme BAC. Noch vor dem Auftakt der Saison 1989/90 meldeten sich die Clippers wieder bei Bryn, der nach Verhandlungen mit Damme von den Belgiern schließlich freigegeben wurde und im Oktober 1989 in Los Angeles unterschrieb. Am 3. November 1989 bestritt er gegen die Houston Rockets seine erste Partie und war damit der erste Norweger, der in einem NBA-Spiel eingesetzt wurde. Den Durchbruch schaffte er in Los Angeles nicht, Bryn kam lediglich zu drei Kurzeinsätzen für die Clippers, in denen er im Schnitt 1,3 Punkte erzielte. Der Norweger setzte die Saison 1989/90 in der US-Liga CBA fort, wo er erst für die San José Jammers, dann die Tulsa Fast Breakers sowie hernach für die Quad City Thunder auflief.
Bryn entschloss sich im Vorfeld des Spieljahres 1990/91 zum Wechsel nach Frankreich, wo er den Zweitligisten Union Amicale Cognac verstärkte und im Saisonverlauf in 29 Spielen im Mittel 17,3 Punkte und 11,2 Rebounds verbuchte. In der Saison 91/92 stand der Norweger erst beim spanischen Erstligisten Dyc Breogán (16 Spiele: 12,9 Punkte, 9,1 Rebounds/Partie), dann in den USA bei den Fort Wayne Fury in der CBA unter Vertrag. Im Sommer 1992 spielte er für die New Jersey Jammers in der US-Liga USBL, in der Saison 1992/93 stand er abermals in Diensten der Fort Wayne Fury, ehe er innerhalb der CBA zu den Omaha Racers wechselte und schließlich wieder nach Frankreich ging, um dort bis Saisonende 92/93 sowie hernach im Spieljahr 93/94 jeweils den Zweitligisten Evreux zu verstärken. In der Saison 93/94 gelangen Bryn mit 15,2 Punkten und 9,1 Rebounds pro Begegnung Spitzenwerte.
Im Vorfeld des Spieljahres 1994/95 nahm er am Training der NBA-Mannschaft Philadelphia 76ers teil, wurde aber kurz vor dem Saisonbeginn aus dem Aufgebot gestrichen. Bryn wechselte anschließend zum spanischen Erstligisten Estudiantes Madrid, für den er in sechs Einsätzen im Durchschnitt 4 Punkte je Partie erzielte. Im Laufe der Saison wechselte der Norweger von Madrid zum portugiesischen Hauptstadtverein Benfica Lissabon und gewann mit Benfica den Meistertitel.
Im Spieljahr 1995/96 stand er beim litauischen Spitzenverein Žalgiris Kaunas unter Vertrag und kam dort in der Liga auf Mittelwerte von 10,6 Punkten sowie 9,8 Rebounds je Begegnung. Er errang mit Kaunas den litauischen Meistertitel. Derartig hohe Werte gelangen ihm in der ersten französischen Liga nicht, in der er 1996/97 für EB Pau-Orthez (3,2 Punkte und 2,5 Rebounds/Spiel) sowie 1997/98 für Le Mans (5 Punkten und 3,3 Rebounds/Spiel) auflief. In der Saison 1998/99 stand Bryn erst in Diensten des belgischen Erstligavereins Gent, später wechselte er zu Sicc Jesi in die zweithöchste Spielklasse Italiens. Die letzte Auslandsstation seiner Laufbahn als Berufsbasketballspieler wurde 1999/2000 Aris Thessaloniki in Griechenland.
Er kehrte 2000 in seine Heimatstadt zurück und verstärkte die Oslo Kings sowie anschließend die Harstad Vikings in der ersten norwegischen Liga. 2004 zog er sich vom Leistungssport zurück, beging 2007 im Alter von 43 Jahren in den Farben seines Ursprungsvereins Ammerud Basket aber seine Rückkehr und spielte an der Seite seines Sohnes Martin bis 2009 wieder in der höchsten Liga des Landes.

### Nationalmannschaft
Er bestritt 111 Länderspiele für Norwegen.